# Nowy Chuschet
Nowy Chuschet (russisch Но́вый Хуше́т) ist ein Dorf (selo) in der Republik Dagestan in Russland mit 11.371 Einwohnern (Stand 14. Oktober 2010).

## Geographie
Das Dorf liegt am nordöstlichen Rand des Großen Kaukasus knapp 10 km Luftlinie südsüdöstlich des Zentrums Republikhauptstadt Machatschkala und etwa 4 km von der Küste des Kaspischen Meeres entfernt. Es ist der Verwaltung des Leninski rajon, eines der drei Stadtbezirke von Machatschkala, unterstellt.

## Geschichte
Der Ort wurde Anfang der 1940er-Jahre als Siedlung bei einem Sowchos unter dem Namen Prigorodny gegründet. Seit 1957 leben dort Umsiedler, vorwiegend Awaren, die ursprünglich aus dem Dorf Chuschet des Zumadinski rajon im gebirgigen Teil der damaligen Dagestanische ASSR stammen. 1944 wurden sie nach der Deportation der tschetschenischen Bevölkerung in das Dorf Agischbatoi des Wedenski rajon der heutigen Republik Tschetschenien umgesiedelt, das vorübergehend ebenfalls den Namen Chuschet erhielt. Nach der Rückkehr der Tschetschenen und der erneuten Umsiedlung der Awaren nach Prigorodny erhielt dieses den Namen Nowy Chuschet („Neu-Chuschet“).

### Bevölkerungsentwicklung
| Jahr | Einwohner |
| ---- | --------- |
| 2002 | 7.390     |
| 2010 | 11.371    |

Anmerkung: Volkszählungsdaten

## Verkehr
Am westlichen Rand des Dorfes führt die Fernstraße R217 Kawkas (früher M29, dort zugleich Teil der Europastraße 119) vorbei, von der dort die südliche Zufahrt zum Stadtzentrum von Machatschkala abzweigt. Östlich des Dorfes verläuft die Straße von Machatschkala in die Nachbarstadt Kaspijsk und zum Flughafen Machatschkala-Uitasch.
Bei Nowy Chuschet befindet sich die Station Tarki, benannt nach der weiter nordwestlich gelegenen Siedlung Tarki, an der auf diesem Abschnitt 1900 eröffneten und seit 1978 elektrifizierten Eisenbahnstrecke Rostow am Don – Machatschkala – Baku (Streckenkilometer 2296 ab Moskau). Dort zweigt eine 8 km lange Zweigstrecke ins östlich gelegenen Kaspijsk ab.